# Ipimorpha curvata
Ipimorpha curvata är en fjärilsart som beskrevs av Butler 1886. Ipimorpha curvata ingår i släktet Ipimorpha och familjen nattflyn. Inga underarter finns listade i Catalogue of Life.